# Anaqut
Anaqut è un comune dell'Azerbaigian situato nel distretto di Ordubad.